# マリア・フォン・バイエルン
マリア・ルドヴィガ・テレジア・フォン・バイエルン（Maria Ludwiga Theresia von Bayern, 1872年7月6日 - 1954年6月10日）は、バイエルン王国の王族。バイエルン王ルートヴィヒ3世とその妃のオーストリア＝エステ大公女マリア・テレジアの間に生まれた次女。両シチリア王家家長カラブリア公フェルディナンド・ピウスに嫁いだ。

## 子女
1897年5月31日、ミュンヘンにおいてフェルディナンド・ピウスと結婚、6人の子女をもうけた。
- マリーア・アントニエッタ（1898年 - 1957年）
- マリーア・クリスティーナ（1899年 - 1985年） - 1948年、エクアドル副大統領マヌエル・ソトマイヨール・ルーナと結婚
- ルッジェーロ・マリーア（1901年 - 1914年） - ノート公
- バルバラ（1902年 - 1927年） - 1922年に、シュトールベルク＝ヴェルニゲローデ伯爵フランツ・クサーヴァーと結婚
- ルーチア（1908年 - 2001年） - 1938年、イタリア王子・ジェノヴァ公エウジェーニオと結婚
- ウラッカ（1913年 - 1999年）